# Proculus mniszechi
Proculus mniszechi là một loài bọ cánh cứng trong họ Passalidae.

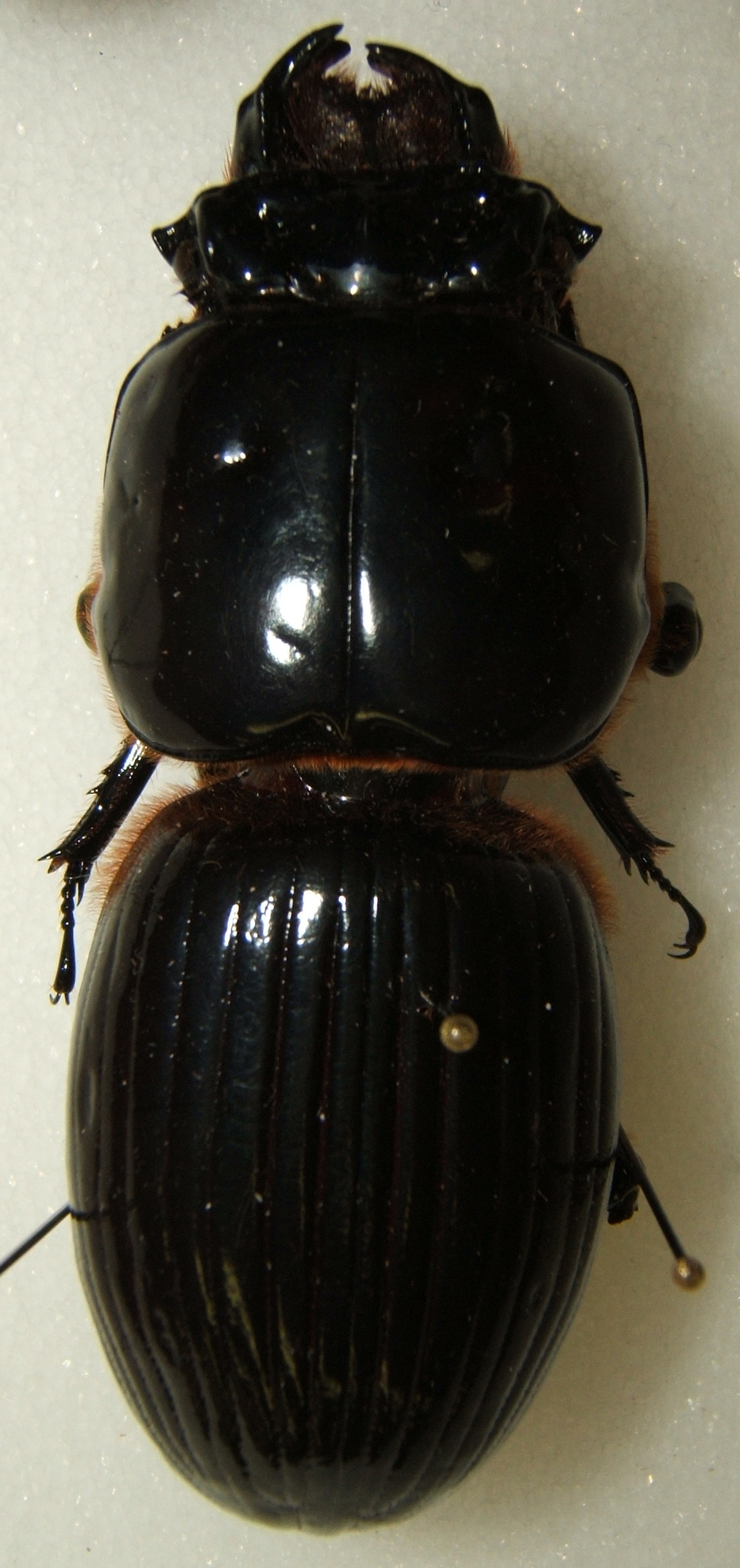
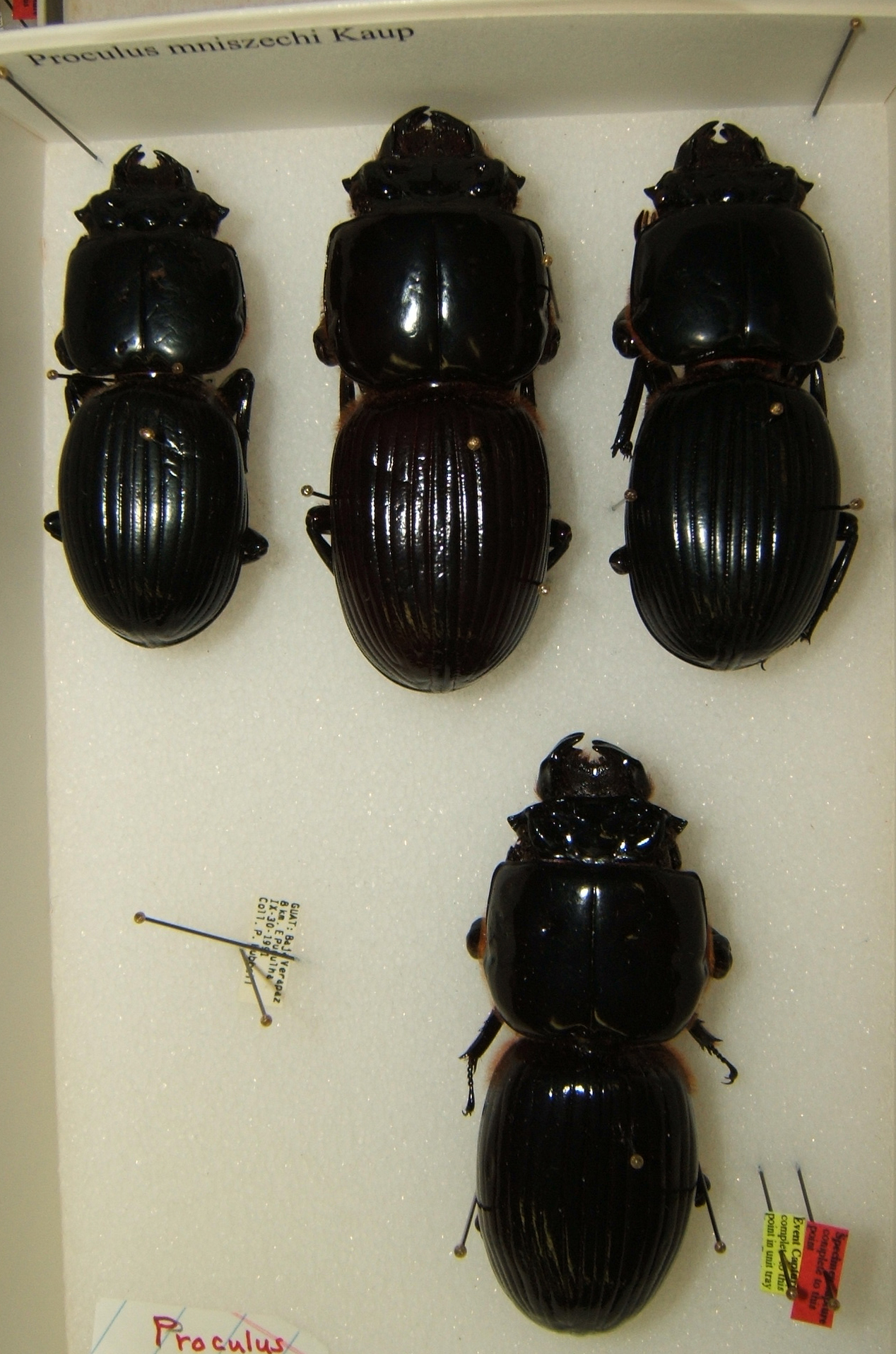
Specimen collection